# Fore!
Fore! ist das 1986 von Chrysalis veröffentlichte vierte Studioalbum der US-amerikanischen Rockband Huey Lewis & the News. Es war das zweite Album der Band, das die Spitze der Album-Charts in den USA erreichte. Sechs Singles wurden ausgekoppelt, von denen fünf die Top Ten der US-Single-Charts erreichten. Die Lieder Stuck With You und Jacob’s Ladder erreichten jeweils die Spitzenposition der US-amerikanischen Charts. Die europäische und die japanische Ausgabe des Albums enthielten das aus dem Film Zurück in die Zukunft bekannte Lied The Power of Love, das nicht Bestandteil der amerikanischen Ausgabe war.

## Entstehung
Huey Lewis & The News hatten mit dem 1983 veröffentlichten Album Sports weltweite Erfolge gefeiert und zahlreiche Auszeichnungen dafür bekommen. Es war das erste Album der Band, das die Spitze der Album-Charts in den USA erreichte und in den Musikcharts der relevanten Märkte Europas (Großbritannien und Deutschland) notiert wurde. Von den fünf ausgekoppelten Singles erreichten vier die Top Ten der amerikanischen Hitlisten, in Deutschland war das Lied I Want a new Drug am erfolgreichsten. Bis heute ist Sports siebenfach mit Platinschallplatten ausgezeichnet worden.
Nach zahlreichen Konzerten in den Jahren 1984 und 1985, unter anderem am 25. Mai 1985 bei Rock am Ring, nahm sich die Band die Zeit, das Titellied zum Film Zurück in die Zukunft, The Power of Love, aufzunehmen, bevor sie ihre Tournee bis in den November 1985 fortsetzte.
Am Songwriting waren neben Mitgliedern der Band auch bekannte außenstehende Musiker beteiligt: Das Lied Jacob’s Ladder war von Bruce Hornsby und seinem Bruder John geschrieben worden, an Forest for the Trees hatte sich Kenny Loggins beteiligt. Als Gastmusiker waren an den Aufnahmen zahlreiche weitere Künstler beteiligt. Zu ihnen gehörten die Bläser Greg Adams (Trompete), Emilio Castillo (Saxofon), Richard Elliott (Sax.), Stephen Kupka (Bariton-Saxofon) und Lee Thornburg (Trompete). Außerdem steuerten Ralph Arista, Dwight Clark, Mike Duke, Riki Ellison, Jerome Fletcher David Jenkins, Ronnie Lott, Joe Montana und Jim Moran Hintergrundgesang bei.
Der Albumtitel ist doppeldeutig: Zum einen handelt es sich bei dem Wort “Fore” um einen Warnruf aus dem Golfsport, dieser Bezug wird auch dadurch verdeutlicht, dass Bassist Mario Cippolina auf der Rückseite des Covers mit einem Golfschläger in der Hand abgebildet ist. Phonetisch kann der Titel aber auch als Hinweis darauf verstanden werden, dass es sich bei der Veröffentlichung um das vierte (“Four” = engl.: Vier) Album der Band handelt.
Albumcover
Das Cover des Albums zeigt Huey Lewis und die übrigen Band-Mitglieder an eine Wand gelehnt stehend. Diese Wand gehört zur Tamalpais High School in Mill Valley, der Huey Lewis, Bill Gibson, Sean Hopper und Mario Cipollina als Schüler angehört hatten. Das Cover ist auch im Film American Psycho, in dem Christian Bale die Hauptrolle spielt, zu sehen. Die von Bale gespielte Figur, Patrick Bateman, beteiligt sich fast eine Minute lang an einer Diskussion über die Band und darüber, wie das Lied Hip to be Square die „Vergnügen der Konformität“ hervorhebe. Er gibt dabei fälschlicherweise an, das Album sei 1987 erschienen.

## Singles
Die folgenden Lieder wurden als Singles veröffentlicht (die Datumsangaben beziehen sich auf den US-amerikanischen Markt):
- Stuck with You (31. August 1986)
- Hip to Be Square (6. Oktober 1986)
- Jacob’s Ladder (5. Januar 1987)
- I Know What I Like (23. März 1987)
- Simple as That (1987, ausschließlich in Europa veröffentlicht)
- Doing It All for My Baby (29. Juni 1987)

## Titelliste
Es wird die europäische Titelliste dargestellt. Die US-amerikanische Ausgabe enthält das Lied The Power of Love nicht.
1. Jacob’s Ladder (Bruce Hornsby, John Hornsby) – 3:33
2. Stuck with You (Hayes, Lewis) – 4:29
3. Whole Lotta Lovin’ (Colla, Lewis) – 3:30
4. Doing It All for My Baby (Cody, Duke) – 3:39
5. Hip to Be Square (Gibson, Hopper, Lewis) – 4:05
6. I Know What I Like (Hayes, Lewis) – 3:59
7. I Never Walk Alone (Nielsen) – 3:44
8. The Power of Love  (Colla, Hayes, Lewis) – 3:53
9. Forest for the Trees (Fletcher, Gibson, Lewis, Loggins) – 3:28
10. Naturally (Colla, Lewis) – 2:52
11. Simple as That (Biner, Castillo, Kupka) – 4:27

## Rezeption
Fore! erreichte in den USA, Großbritannien und Deutschland die Top Ten der jeweiligen Album-Charts. Das Album wurde in den USA am 4. Dezember 1986, zwei Monate nach seinem Erscheinen, mit einer Goldenen Schallplatte ausgezeichnet und brachte es bis zum August 1988 auf Dreifach-Platin. In Deutschland erhielt Fore! 1987 eine Goldene Schallplatte.
Stephen Thomas Erlewine schrieb für Allmusic, es sei überraschend, dass Fore! an einer „Überdosis genau der Zutaten“ leide, die das Vorgängeralbum Sports „beinahe unwiderstehlich gemacht“ hätten. Es sei „eine Sache, das Heart of Rock & Roll zu feiern,“ aber eine gänzlich andere, anzukündigen, es sei Hip to Be Square. „Wenn alle Lieder so griffig“ wären wie If This Is It oder Heart and Soul sei das „kein Problem,“ aber sie wären es nicht, und der Klang der Platte sei „so steril, dass die News sich nicht mehr wie eine funktionierende Band“ anhörten. Fore! sei „ein genießbares Faksimile von Sports“, aber dem Album fehle „der Spaß, der das Vorgängeralbum ausgemacht“ habe.

### Chartplatzierungen
| ChartsChartplatzierungen       | Höchstplatzierung | Wochen |
| ------------------------------ | ----------------- | ------ |
| Deutschland (GfK)              | 5 (30 Wo.)        | 30     |
| Österreich (Ö3)                | 22 (4 Wo.)        | 4      |
| Schweiz (IFPI)                 | 4 (17 Wo.)        | 17     |
| Vereinigte Staaten (Billboard) | 1 (61 Wo.)        | 61     |
| Vereinigtes Königreich (OCC)   | 8 (52 Wo.)        | 52     |

| ChartsJahrescharts (1986) | Platzierung |
| ------------------------- | ----------- |
| Deutschland (GfK)         | 53          |
| Schweiz (IFPI)            | 25          |

### Auszeichnungen für Musikverkäufe
| Land/Region                  | Auszeichnungen für Musikverkäufe (Land/Region, Auszeichnung, Verkäufe) | Verkäufe  |
| ---------------------------- | ---------------------------------------------------------------------- | --------- |
| Deutschland (BVMI)           | Gold                                                                   | 250.000   |
| Kanada (MC)                  | 5× Platin                                                              | 500.000   |
| Neuseeland (RMNZ)            | 2× Platin                                                              | 40.000    |
| Vereinigte Staaten (RIAA)    | 3× Platin                                                              | 3.000.000 |
| Vereinigtes Königreich (BPI) | 2× Platin                                                              | 600.000   |
| Insgesamt                    | 1× Gold · 12× Platin ·                                                 | 4.390.000 |